# Alexis Gutiérrez
Alexis Hazael Gutiérrez Torres (ur. 26 lutego 2000 w León) – meksykański piłkarz występujący na pozycji ofensywnego lub środkowego pomocnika, reprezentant Meksyku, od 2023 roku zawodnik Cruz Azul.